# Старикова Олена Миколаївна
Олена Миколаївна Старикова (нар. 29 квітня 1930, Свердловськ — пом. 10 травня 2015, Київ) — український мовознавець, доктор філологічних наук, професор, академік АН ВШ України з 1993 р.

## Життєпис
Народилася 29 квітня 1930 р. Закінчила Ленінградський педінститут іноземних мов (1953) та аспірантуру при КДУ ім. Т. Шевченка (1958). Працювала на кафедрі англійської філології КДУ з 1958 р. по 2002 р. З 1980 р. по 1993 р. була завідувачем цієї кафедри. Доктор філолог. наук (1978), професор (1980). З 2002 р. — проректор з наукової роботи, а з 2007 р. — ректор Українського інституту лінгвістики і менеджменту. Завідувач кафедри прикладної лінгвістики інституту.
Основні напрями наукових досліджень: проблеми загального та германського мовознавства, комунікативної лінгвістики, прикладної лінгвістики, дискурсології.
Автор 130 наукових праць, зокрема 2 індивідуальних та 5 колективних монографій, автор та співавтор 6 підручників та 12 навчальних посібників з теоретичних та спеціальних курсів, основного курсу англійської мови, методики викладання іноземних мов.
Підготувала 25 кандидатів та 3 докторів наук.
З 1980 р. — член спеціалізованої вченої ради Інституту філології КНУ ім. Т. Шевченка. З 1967 р. — член редколегії «Вісника» (серія «Іноземна філологія») КНУ ім. Т. Шевченка. У 1989—1994 рр. — член науково-методичного об'єднання та експертної ради Міністерства освіти України. З 2002 р. — відповідальний редактор наукового збірника УІЛМ «Теоретична та прикладна лінгвістика».
Лауреат Нагороди Ярослава Мудрого АН ВШ України (2001).
Померла 10 травня 2015 року у Києві. Похована в колумбарії Байкового кладовища (ділянка № 16в, тераса № 3, ряд № 1, місце № 46).